# The Guardian Project (ソフトウェア)

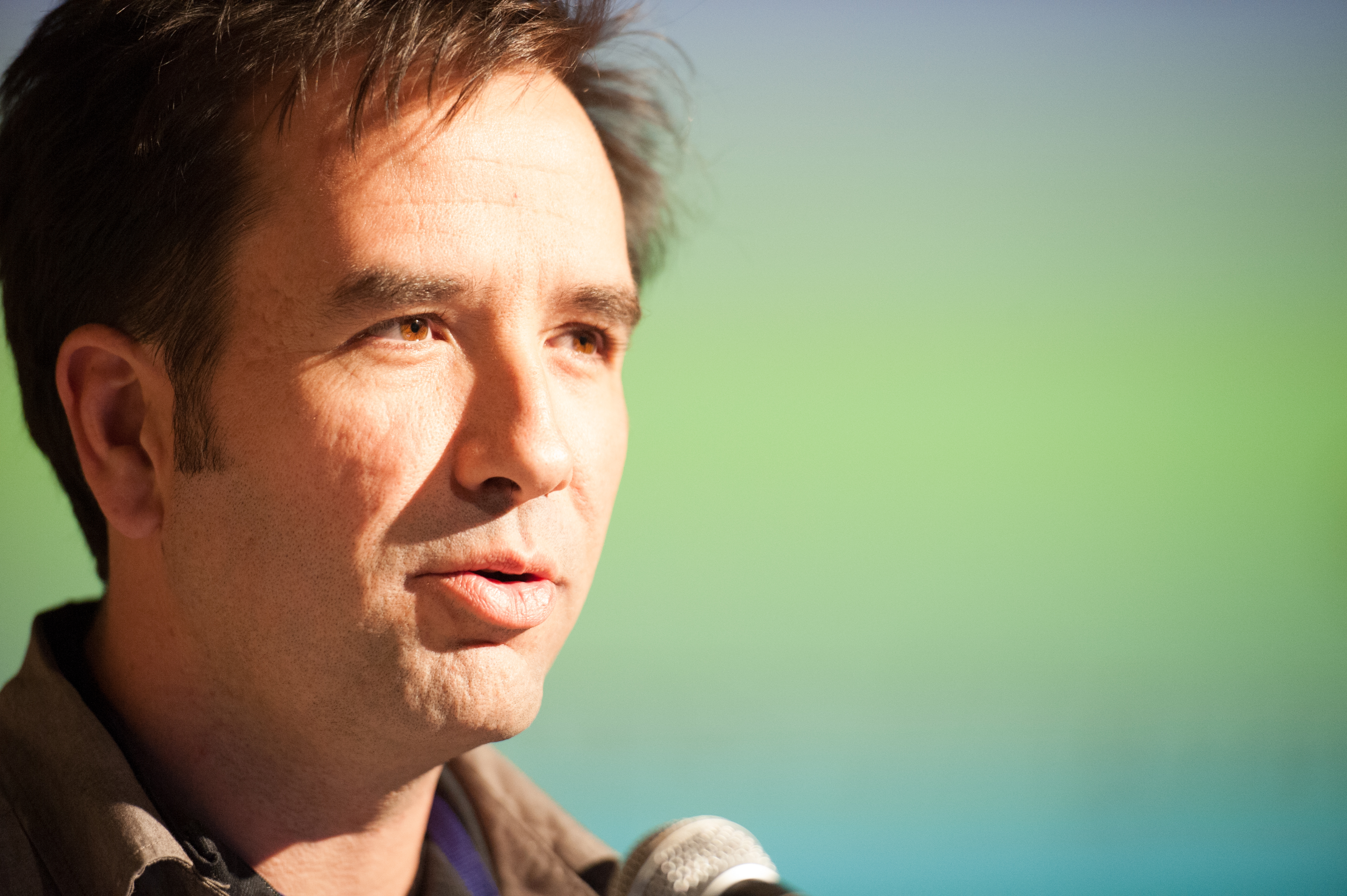
創立者のNathan Freitas

The Guardian Projectは、オープンソースの安全なソフトウェアとOSの拡張ソフトウェアの提供を目的とし、ソフトウェア開発者やデザイナー、弁護士、活動家や教育者からなる団体である 。 第三者の介入や検閲からの自衛とより自由なコミュニケーションのためのカスタマイズ品携帯機器の開発も行っている。 これらの活動は主に携帯機器や通信回線から監視や介入を受けるようなリスクの高い状況下に置かれているユーザーを想定して行われている。

## 資金調達
The Guardian ProjectはGoogleやカリフォルニア大学バークレー校およびマッカーサー基金を始めとする多くの団体から出資を受けている。
Torプロジェクトなどとの協働を通して米国国務省やオランダ外務省から間接的な出資を受けている。

## 運営するプロジェクト

Orbot

### 開発中
- Orbot: Android用のTorクライアントであり、オニオンルーティングによってアクセス制限や検閲から保護されたネットワーク環境を実現する。[4]
- ChatSecure（英語版）: イメージ転送の申請の の 暗号化されたチャットプロトコルです。 以前はGibberbot[5] というGoogleによるオープンソースのTalkアプリにJabber XMPP プロトコルを使用可能にしたものであった。
- ObscuraCam: 動画による弁論を保護するための人権団体との協業で作られたアプリで、匿名化のためのぼかしや暗号化やピクセル情報の削除などの機能がある。
- Ostel: E2Eの暗号化環境での VoIP 通話のためのアプリ。[6] こちらはOSTNプロジェクトの試験実装で、自由でオープンなプロトコル・規格・ソフトウェアの使用を後押しし、パソコンで可能なE2Eの暗号化を携帯電話の音声通話に持ち込もうとする試みである。

### 開発終了
現在は、後継のAndroid版Tor Browserが公開されている。
- Orfox: Tor Browserのモバイル版。2015年6月30日のに発表とα版の配布が行われた。OrfoxはFennec (Android版Firefoxのコードネーム)およびTor BrowserのコードとTor Browserの開発チームによるセキュリティ強化パッチから成っており、ビルド作業はF-Droidプロジェクトも協力している。[7] OrfoxではWebRTC機能やChromecast接続機能を除去し、カメラ、マイク、連絡先（アドレス帳）、位置情報（GPSなど）やNFCへのアクセス権限を廃している[8]。後述のOrwebはこの前身プロジェクトである。
- Orweb: Torプロキシを用いてプライバシー保護を強化したブラウザであり、トラッキングによる解析やCookie、Flashのブロックによってセキュリティを向上させていた。

## アプリ配信
The Guardian ProjectはGoogle PlayやAmazon Appstore、Aptoideからのアプリ配信を行う他にも、F-Droid対応リポジトリの提供やWebサイトから署名済みファイルの直接配信を行っている。 